# Илич, Йован (футболист)
Йован Илич (босн. Jovan Ilić, серб. Јован Илић; род. 30 января 2000, Биелина) — боснийский футболист, полузащитник сербского клуба «Раднички» Крагуевац.

## Клубная карьера
Йован является воспитанником сербского футбольного клуба «Црвена звезда».
1 января 2019 года подписал контракт с клубом «Бродарац».
6 февраля 2020 года перешёл в «Пролетер» Нови Сад. 1 августа 2020 года в матче против клуба «Рад» дебютировал в сербской Суперлиге, выйдя на замену на 76-й минуте вместо Данило Бакановича. 21 октября 2020 года в матче против клуба «Раднички» Пирот дебютировал в Кубке Сербии.
1 июля 2022 года стал игроком сербского клуба «Нови-Сад».
14 февраля 2023 года подписал контракт с клубом «Тобол» Костанай.

## Карьера в сборной
29 марта 2021 года дебютировал за сборную Боснии и Герцеговины до 21 года в матче со сборной Черногории до 21 года (2:2), выйдя на замену на 46-й минуте вместо Стефана Сантрача.

## Клубная статистика
| Игровая карьера | Игровая карьера     | Игровая карьера | Лига | Лига | Кубок | Кубок | Межд. | Межд. | Др. | Др. |
| --------------- | ------------------- | --------------- | ---- | ---- | ----- | ----- | ----- | ----- | --- | --- |
| 2020/21         | Пролетер (Нови-Сад) | А               | 32   | 1    | 2     | 0     | —     | —     | —   | —   |
| 2021/22         | Пролетер (Нови-Сад) | А               | 24   | 1    | —     | —     | —     | —     | —   | —   |
| 2022/23         | Нови-Сад            | Б               | 18   | 6    | 1     | 0     | —     | —     | —   | —   |
| 2023            | Тобол               | А               | 24   | 2    | 6     | 0     | 8     | 0     | —   | —   |